# 잃어버린 세계를 찾아서 (2008년 영화)
잃어버린 세계를 찾아서(Journey to the Center of the Earth)는 2008년에 개봉한 미국의 3D SF 영화이다. 쥘 베른의 소설 《지구 속 여행》을 바탕으로 제작되었다.

## 출연
- 브렌던 프레이저 - 트레버 앤더슨(Trevor Anderson)
- 조시 허처슨 - 숀 앤더슨(Sean Anderson)
- 애니타 브리엠 - 해나 아스거슨(Hannah Ásgeirsson)
- 세스 마이어스 - 앨런 키친스(Alan Kitzens)